# Роди ме мајко сретног
Роди ме мајко сретног је седми албум Здравка Чолића. Издат је децембра 1988. године. Албум је сниман у другој половини 1987. године. Продуцент албума је био Корнелије Ковач. Занимљивост везана за овај албум јесте да је једини Чолићев албум без формалног наслова (на омоту је име и презиме певача).
Албум је прошао у скромнијем тиражу и због тога није концертно истакнуто испраћен. Албум је потврдио и кризу у коју је упала каријера Здравка Чолића средином ’80-их. После овог албума певач се повукао са сцене све до почетка 1990. године.

## Песме
1. Роди ме мајко сретног
2. Не куните, не кривите
3. Само она зна
4. Да ми није ове моје туге
5. Хеј, сузо (хеј, цигани)
6. Ој, девојко селен велен
7. Ко те љуби кад нисам ту
8. Хвала ти небо
9. Јастреб
10. Не дај се младости